# Альберт Брюлльс
Альберт Брюлльс (нім. Albert Brülls, 26 березня 1937, Вілліх — 28 березня 2004, Нойс) — німецький футболіст, що грав на позиції півзахисника, також футбольний тренер.
Виступав, зокрема, за клуб «Боруссія» (Менхенгладбах), а також національну збірну Німеччини.
Володар Кубка Німеччини. 

## Клубна кар'єра
Народився 26 березня 1937 року в місті Вілліх. Вихованець футбольної школи клубу «Боруссія» (Менхенгладбах). Дорослу футбольну кар'єру розпочав 1955 року в основній команді того ж клубу, в якій провів сім сезонів, взявши участь у 163 матчах чемпіонату.  Більшість часу, проведеного у складі «Боруссії», був основним гравцем команди. 1961 року допоміг команді здобути перший у її історії трофей — Кубка Німеччини.
1962 року за 100 тисяч марок перейшов до італійської «Модена», ставши першим легіонером в історії західнонімецького футболу. За три роки змінив команду, ставши гравцем «Брешії», де провів ще три сезони.
Протягом 1968–1970 років був граючим тренером швейцарського «Янг Бойз», а завершив професійну ігрову кар'єру на батьківщині у клубі «Нойс», де протягом 1970—1972 років також поєднував виступи на полі з роботою тренером команди.
Завершивши кар'єру, залишився у Нойсі, де й помер 28 березня 2004 року на 68-му році життя.

## Виступи за збірну
1959 року дебютував в офіційних матчах у складі національної збірної Німеччини. 
У складі збірної брав участь у чемпіонаті світу 1962 року у Чилі, де був основним гравцем, виходив на поле в усіх трьох матчах групового етапу та в програному 0:1 чвертьфіналі проти югославів. У грі групового етапу проти Швейцарії відкрив рахунок зустрічі, що згодом завершилася перемогою його команди з рахунком 2:1.
За чотири роки поїхав на чемпіонат світу 1966 року до Англії, де провів лише дві гри групового етапу, а його команда дійшла фіналу, в якому у додатковий час поступилася господарям турніру і здобула лише «срібло».
Загалом протягом кар'єри у національній команді, яка тривала 8 років, провів у формі головної команди країни 25 матчів, забивши 9 голів.

## Титули і досягнення
- Володар Кубка Німеччини (1):

«Боруссія» (Менхенгладбах): 1961
- Віце-чемпіон світу: 1966